# Przemoc etniczna w Yumbi
Przemoc etniczna w Yumbi miała miejsce od 16 do 18 grudnia 2018 roku w prowincji Mai-Ndombe w zachodniej części Demokratycznej Republiki Konga. Ataki nastąpiły na miasteczko Yumbi oraz trzy pobliskie wioski (Bongende, Nkolo i Camp Nbanzi) około 400 km na północ od stołecznej Kinszasy. W masakrach dokonanych przez przedstawicieli grupy etnicznej Batende zginęło co najmniej 535 osób, głównie z ludu Banunu. Liczba rannych odnotowana przez ONZ wyniosła 82 osoby, choć organizacja zastrzegła, że prawdziwa liczba rannych jest zapewne znacznie wyższa.
Według danych Organizacji Narodów Zjednoczonych spalono lub splądrowano 465 budynków, w tym dwie szkoły podstawowe, ośrodek i przychodnię zdrowia, targ i biuro komisji wyborczej. Jak podała Agence France-Presse, przy dokonywaniu masakry użyto taktyki wojskowej, a niektórzy napastnicy mieli na sobie mundury wojskowe. Atak miał być wspierany przez kongijskich żołnierzy oraz władze lokalne. Według agencji zginęło co najmniej 535 osób, w tym 339 w wiosce Bongende. Wiele ofiar zostało okaleczonych. Materiały ukazujące ciała po masakrze pokazywały, że okaleczono także narządy płciowe kobiet i młodych dziewcząt. Pierwsze doniesienia ze stycznia 2019 roku mówiły o 890 ofiarach masakr.
Wskutek masakr około 16 tysięcy osób stało się uchodźcami. Mieszkańcy terenów objętych przemocą etniczną przekroczyli rzekę Kongo udając się do sąsiedniej Republiki Konga. Według wysokiego komisarza Narodów Zjednoczonych do spraw uchodźców (UNHCR) jest to największy kryzys uchodźczy w DR Konga od czasu walk w Prowincji Równikowej w 2009 roku, gdy ponad 130 tysięcy osób opuściło swoje domy. 29 grudnia 2018 roku UNHCR razem ze Światowym Programem Żywnościowym na prośbę rządu Republiki Konga rozpoczął dostarczanie pomocy dla uchodźców. Kongijscy uchodźcy znajdowali się głównie w miejscowościach Makotipoko, Bouemba, Mopongo i Mpouya w departamencie Plateaux. Niedługo po atakach do Yumbi przybyły siły ONZ-tu, które wycofały się z marcu 2019 roku.
Według lokalnych doniesień konflikt rozgorzał, gdy członkowie plemienia Banunu chcieli pochować jednego ze swoich wodzów, Fedora Mantomę, na ziemi, do której prawa rościli sobie Batende. Batende mieli wykorzystać to jako pretekst do dokonania masakry i przejęcia ziem ludu Banunu, w tym ich pól uprawnych oraz zasobów wody. Napięcia wokół Yumbi wynikają z decyzji belgijskiej administracji kolonialnej z 1943 roku, która przekazała Banunu część ziemi wcześniej kontrolowanej przez wodzów Batende. Mieszkańcy tych terenów głosują na przedstawicieli własnej grupy etnicznej, co wywołuje liczne napięcia i doprowadziło do starć podczas wyborów w 2006 i 2011 roku. W wyniku masakry głosowanie w Yumbi w wyborach prezydenckich zaplanowanych na 30 grudnia 2018 roku zostało przełożone.
Wysoki komisarz Narodów Zjednoczonych do spraw praw człowieka Michelle Bachelet wezwała do zbadania sprawy i postawienia sprawców przemocy przed sądem. Jak podkreśla Human Rights Watch, rok po masakrach władze kongijskie nie podjęły działań mających na celu ukaranie sprawców. Organizacja zaleciła władzom w Kinszasie zapewnienie ocalałym pomocy medycznej i psychologicznej, zabieganie o środki zagraniczne, zainwestowanie ich w odbudowę obiektów w zaatakowanych miejscowościach, a także zwiększenie obecności wojskowej i policyjnej w regionie przy wykorzystaniu dobrze wyszkolonych funkcjonariuszy w celu powstrzymania przemocy etnicznej w przyszłości.
Proces dotyczący przemocy w Yumbi rozpoczął się 25 maja 2021 roku przed Wysokim Trybunałem Wojskowym w Kinszasie. 80 oskarżonym przedstawiono różnego rodzaju zarzuty, w tym zbrodnie przeciwko ludzkości, przynależność do zorganizowanej grupy przestępczej i podpalenie. W więzieniu wojskowym Ndolo w Kinszasie przetrzymywano 67 oskarżonych. Pozostali przebywali na zwolnieniu tymczasowym lub znajdowali się na wolności.